# Göteborgs konstmuseum
Göteborgs konstmuseum är Sveriges främsta museum för nordisk 1880- och 1890-talskonst. 
Dess samlingar omfattar även internationell konst från främst Europa och USA från 1400-talet till nutid. Verksamheten ingår i Göteborgs kulturförvaltning.
Göteborgs konstmuseum utnämndes till Årets museum 2018. 
Räknat i antalet verk (målningar, skulpturer, teckningar med mera) är Göteborgs konstmuseum med omkring 70 000 verk Sveriges tredje största konstmuseum, efter Nationalmuseum och Moderna Museet, båda i Stockholm.
Museibyggnaden ligger vid Götaplatsen i Göteborg, i södra änden av Kungsportsavenyen.  Konstmuseet ägs av Göteborgs kommun och byggnaden förvaltas av Higab. Huset blev byggnadsminne 25 april 2017.

## Byggnaden
Museet skapades i samband med att konstsamlingarna från Göteborgs museum bröts ut för ett eget museum. Med ekonomiska medel bidrog bland annat bankdirektören Jonas Kjellberg, som 1916 donerade SKF-aktier. Under 1917 och 1918 utlystes arkitekttävlingar för gestaltning av Götaplatsen. Planen var att arbetet skulle vara färdigt till Jubileumsutställningen 1923 och att platsen skulle utgöra "en monumental afslutning på Kungsportsavenyn"; det fanns däremot inget krav på ett konstmuseum. Efter den andra tävlingsomgången tilldelades uppdraget arkitektkonsortiet ARES Arvid Bjerke, Ragnar Ossian Swensson, Ernst Torulf och Sigfrid Ericson, men det var bara Bjerke och Ericson som kom att arbeta med projektet. Huvudritningarna började tas fram år 1919, och själva byggarbetet inleddes 1921. Byggnaden stod klar 1923, och fasaden pryddes då med sju träsköldar med motiv som skapats av Carl Milles. Ursprungligen skulle de göras i brons och Sigfrid Ericsson skriver om dem att ’’I den mörknande bronsens kraftiga färg skulle de säkerligen stå vackert mot en grågul tegelyta’’. Troligen hann de inte bli klara i tid, utan man skapade tillfälliga i trä och gips som sedan kunde ersättas. Dessa togs ner 1928, men uppsättningsanordningarna kan fortfarande ses ovan de sju valvbågarna.
Redan på 1930-talet uppstod det behov att öka utställningsytan. Sigfrid Ericson utförde mellan 1938 och 1946 en serie skisser av en ny flygel i tre våningar, vilka idag förvaras vid Arkitektur- och designcentrum i Stockholm. Den tänkta tillbyggnaden, som visade tydliga funktionalistiska drag, skulle placeras vid museibyggnadens sydvästra hörn.
I områdets östra del tillbyggdes 1966–1968, efter ritningar av Rune Falk och WAAB White Arkitektkontor, en större utställningshall i tre etager och en glasad lokal för tillfälliga utställningar, den så kallade Falkhallen (efter namnbyte 2013: Stenahallen) med entré i gatuplan ut mot Götaplatsen. Samtidigt byggdes även lokaler för restaurang, hörsal med mera. Tillbyggnaden erhöll pris för bästa byggnad i Göteborg av Per och Alma Olssons fond 1968.
År 1990 anordnade Chalmersprofessorn Lars Ågren en omdebatterad utställning på Arkitektgalleriet där han visade upp förslag på förbättringar av konstmuseets utställningsytor och entré. Hans vision innehöll bland annat en tillbyggnad i sex våningar som reste sig kring ett halvcirkelformat atrium, som till sin form påminde om Solomon R. Guggenheim Museum i New York. Projektet skulle kräva en flytt av Poseidon och mottog mycket kritik, bland andra av Mårten Castenfors, som liknade det med "entrén till en gravkammare".
Bottenvåningen med entrén färdigställdes i januari 1996 efter en ombyggnation till vilken Stena AB skänkte sju miljoner kronor. Här finns Hasselblad Centers utställningshall, reception, restaurang och butik. Entrégrindarna i järn och brons är gjorda av konstnären Pål Svensson. I anslutning till museet ligger Göteborgs konsthall.
Redan från början hade arkitekterna lagt in en hisstrumma – ett stort gapande hål från källarvåningen till taket – ifall de 164 stegen från Götaplatsen till museets översta våning skulle upplevas som besvärliga. Hissen realiserades först långt senare.

## Utställningar och verk

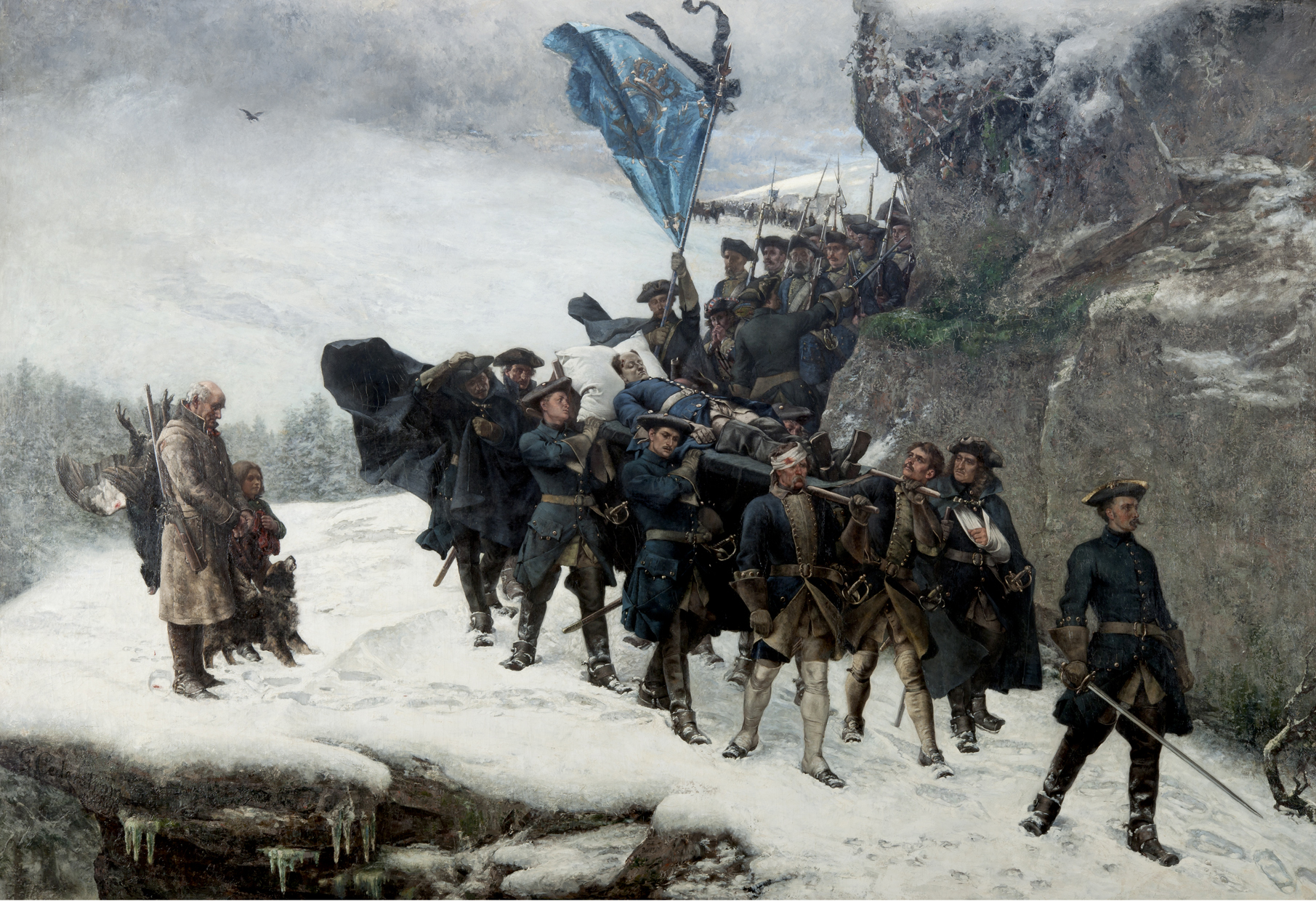
Karl XII:s likfärd (1878, den första versionen) målad i Paris av konstnären Gustaf Cederström. Denna första version av målningen från 1878, med inv.nr GKM 1100, donerades 1938 av Gustaf Werner till Göteborgs konstmuseum. Gustaf Cederström gjorde även en replik av målningen 1884, vilken hänger på Nationalmuseum.

Göteborgs konstmuseum har omfattande samlingar av främst nordiskt sekelskiftesmåleri. Särskilt märks Pontus och Göthilda Fürstenbergs konstsamling i det så kallade Fürstenbergska galleriet. Museets samlingar innefattar även äldre konst från 1400-talet och framåt.
Göteborgs museums konstsamlingar utökades genom donationer, bland annat skänkte Göteborgs konstförening 30 målningar och år 1876 testamenterade grosshandlaren Bengt Erland Dahlgren flera målningar, samt 250 000 kronor till konstinköp. År 1902 donerades Pontus och Göthilda Fürstenbergs konstsamling. Skeppsredaren Werner Lundqvist donerade från år 1918 bland annat svensk 1700-talskonst. Direktör Gustaf Werner donerade år 1921 Rembrandts Riddaren med falken, vilken skulle följas av flera verk. 1938 skänktes Gustaf Cederströms första version från 1878 av Karl XII:s likfärd av affärsmannen Gustaf Werner. 
Museet har bland annat en framstående samling av Per Hasselbergs skulpturer, med Tjusningen, Snöklockan, Såningskvinnan, Vågens tjusning, Näckrosen och Coco.
År 1950 bestod museets samlingar av: 1 614 oljemålningar, 484 skulpturer, 2 006 handteckningar och 20 000 grafiska blad till ett värde av 20 miljoner kronor. Cirka 500 konstverk, ungefär 1/4 av hela beståndet, var utlånade för att pryda sjukhus, skolor, expeditionsrum, poliskontor med mera. Antalet besökare var 100 000 per år.
År 2016 omfattar samlingen 900 skulpturer, 3 000 målningar, 10 000 teckningar och akvareller, samt 50 000 grafiska blad.

### Skulpturhallen
Skulpturhallen presenterade under lång tid ungefär samma skulpturer, bland annat Carl Milles Indianhuvud i onyx. 2011 arrangerades utställningen om. Kvar av de äldre verken är skulpturen Ingeborg av svensk-danska Gerhard Henning, Ryttare i brons av Marino Marini och Familjegrupp av Henry Moore. Nya tillskott är bland andra Cajsa von Zeipels Seconds in Ecstasy och Ulf Rollofs Bälg IV.

### Sergelgalleriet
Sergelgalleriet rymmer skulpturer, byster och medaljonger av Johan Tobias Sergel, en av Sveriges främsta 1700-talsskulptörer.

### Europeisk konst 1400- till 1600-tal
Den äldre konsten på museet domineras av religiösa motiv, så som Ludovico Breas Tronande Madonna. Lucas Cranachs Salome representerar den nordeuropeiska renässansen. Paris Bordones Jupiter och Io, vilka visar hur man i Venedig under det sena 1500-talet inspirerades av de stora mästarnas (bland andra Michelangelo) manér. Därför kallas stilen manierism.
Här finns även holländsk och flamländsk konst från 1600-talet som representeras av Rembrandts Riddaren med falken, Peter Paul Rubens med verk som Konungarnas tillbedjan och Henrik IV av Frankrike vid belägringen av Amiens och Jacob Jordaens som målat Satyren i bondens hus. Samlingen innehåller även målningen Sångare av Hendrick Terbrugghen.

### Svenskt 1700-tal
1700-talssalen domineras av Alexander Roslins dubbelporträtt av ett franskt aristokratpar och grupporträttet av familjen Grill. Andra konstnärer som är representerade i 1700-talssamlingen är Gustaf Lundberg, Per Krafft den äldre, Elias Martin och Carl Fredrik von Breda.

### Rembrandtrummet

Rembrandts Riddaren med falken finns på Göteborgs konstmuseum.

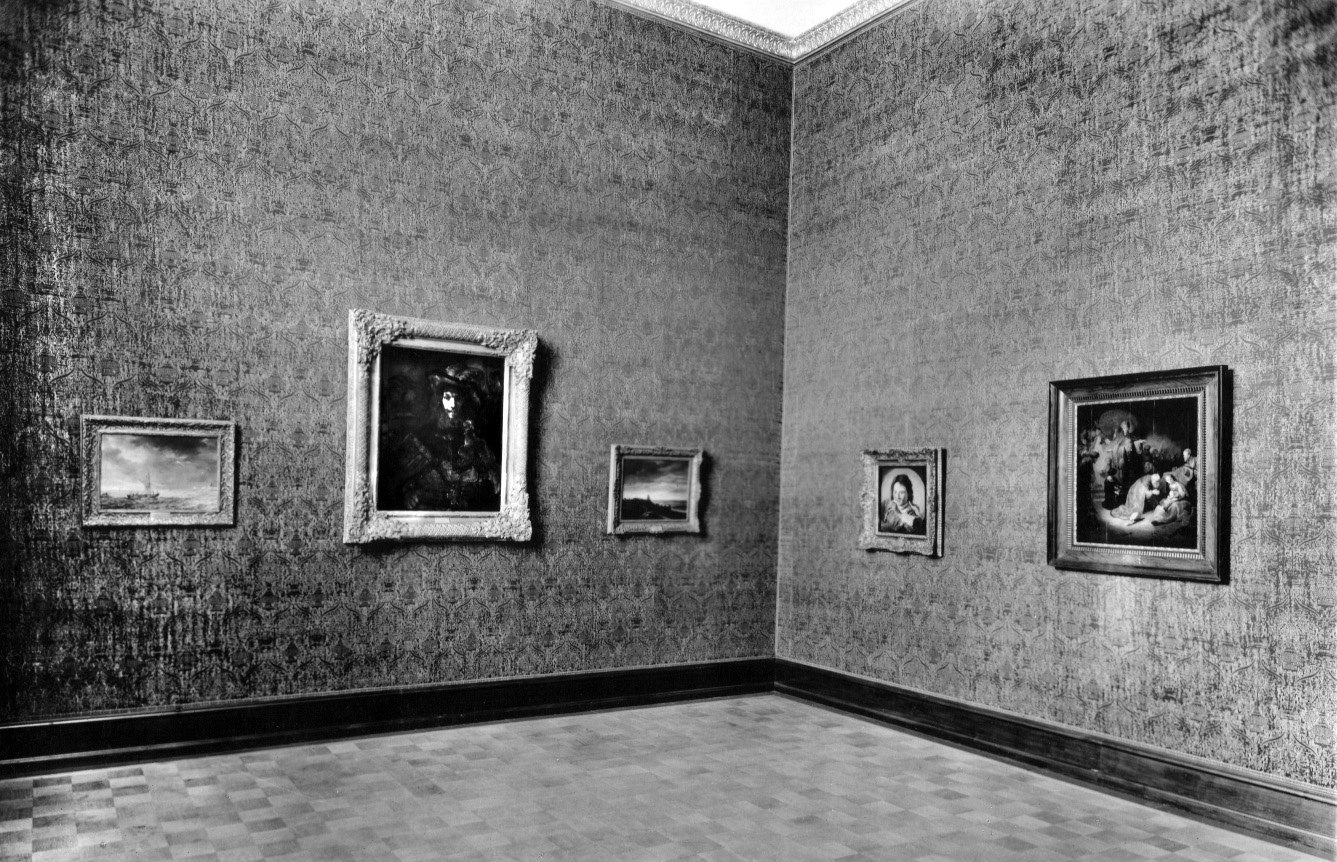
Nederländska rummet, fotograferat i mars 1925.

I Rembrandtrummet finns Riddaren med falken, som är ett av Rembrandts mer betydande sena verk från omkring 1661. I salen finns samtida verk, förutom en målning från Rembrandts skola även verk av bland andra Anthonis van Dyck, Juriaen Ovens, samt stillebenmåleri från 1600-tal till nutid.

### Barockhallen
I denna sal finns två monumentala målningar av barockmålaren Rubens: Konungarnas tillbedjan och Henrik IV av Frankrike vid belägringen av Amiens. Här och i den angränsande trappan finns även verk av bland andra Jacob Jordaens, David Teniers och en helgonbild av Francisco de Zurbarán, samt två porträtt av den svenske hovmålaren David Klöcker Ehrenstrahl.

### Nordiskt 1800-tal
Består bland annat av Gustaf Cederströms Karl XII:s likfärd, Nils Forsbergs Akrobatfamilj inför cirkusdirektören. Den så kallade Düsseldorfskolan, svenska konstnärer som utbildats eller periodvis var verksamma i Düsseldorf i mitten på 1800-talet, är rikligt representerad med verk av bland andra Carl d'Unker, Ferdinand Fagerlin, Johan Fredrik Höckert, August Jernberg, Marcus Larson, Amalia Lindegren, August Malmström, Sofie Ribbing, Geskel Saloman och Kilian Zoll. Larson räknas också till romantikerna som ägnas en särskild sal. Förutom betydande verk av Marcus Larson finns här romantiskt landskapsmåleri från sent 1700-tal och framåt av bland andra Peder Balke, Arnold Böcklin, Nils Blommér, Johannes Flintoe, Carl Johan Fahlcrantz, Thomas Fearnley och Hans Gude. 

### Nordiskt sekelskifte
Göteborgs konstmuseum har Sveriges främsta samling med konst från det nordiska sekelskiftet 1900, till stor del tack vare Fürstenbergska galleriet. Men även utanför Fürstenbergska galleriet finns en betydande samling sekelskifteskonst. Denna spänner från 1880-talets naturalism och friluftsmåleri, en period då de så kallade opponenterna tog intryck av den franska konsten. Här återfinns exempelvis Porträtt av Venny Soldan-Brofeldt målad av Hanna Pauli, Anders Zorns Ute, och Carl Fredrik Hills Blommande fruktträd, liksom Christian Krohgs Sömmerska.
Under 1890-talet återvände många av opponenterna, som formerat sig i Konstnärsförbundet, till hemlandet för att måla den nordiska naturen i stämningsfulla skymningslandskap. Skiftet var liknande i de övriga nordiska länderna. Detta måleri betecknas som nationalromantik och företräds i samlingen av konstnärer som Per Ekström, prins Eugen, Eugène Jansson, Viggo Johansen, Nils Kreuger, Karl Nordström, Erik Werenskiold och Carl Wilhelmson. 
Till det nordiska sekelskiftet hör också betydande verk av Ivan Aguéli, som går i syntetistisk riktning, och Edvard Munchs mer psykologiskt laddade symbolism. Munch är företrädd med fyra verk, varav Vampyren och Det sjuka barnet hör till de mer betydande.

### Göteborgskoloristerna
De mest kända av Göteborgskoloristerna är Åke Göransson, Ivan Ivarson, Ragnar Sandberg, och Inge Schiöler. De finns alla representerade på museet, liksom en efterföljande generation av kolorister, med konstnärer som Carl-Erik Hammarén, Alf Lindberg och Olle Skagerfors.

### Fürstenbergska galleriet

Interiör från Fürstenbergska galleriet av Carl Larsson 1885, med Snöklockan i mitten.

Galleriet innehåller konst från slutet av 1800-talet och är en testamentarisk gåva till Göteborgs stad av Göthilda och Pontus Fürstenberg. De lät inreda galleriet med Per Hasselberg som ansvarig för dekoren, och det öppnade för allmänheten 1885. Takdekoren är hämtad från Fürstenbergska palatsets galleri i Brunnsparken. Den gestaltar olika upptäckter och uppfinningar från denna tidsperiod med utskjutande listverk och sex skulpturgrupper av Hasselberg med medaljongmålningar av bland andra Richard Bergh, August Hagborg och Georg Pauli. Bland verken finns Skandinaviska konstnärernas frukost i Café Ledoyen av Hugo Birger, Per Hasselbergs skulpturer Grodan, Näckrosen och Snöklockan samt Näcken av Ernst Josephson. Dessutom finns här verk av Carl Larsson, bland annat den stora triptyken Rokoko-Renässans-Nutida konst, och Anders Zorns Natteffekt samt Richard Berghs Nordisk sommarkväll, som ingick i den i USA turnerande utställningen ”Northern Light” på 1980-talet och som blivit något av en symbol för det nordiska ljuset.

### Franska samlingen
Marc Chagall Stilleben med blommor och fruktkorg, Paul Gauguin Marin och Claude Monet Pilar i soldis är några av tavlorna här tillsammans med Pablo Picassos Akrobatfamilj och Vincent van Goghs Olivskog.

### Nordisk konst 1900–1950
Den nordiska 1900-talssamlingen innehåller betydande verk av svenska modernister som Sven Erixson, Siri Derkert, Bror Hjorth och Vera Nilsson. Naivismen och intimismen är representerad med Hilding Linnqvist, Olle Olsson Hagalund och Axel Nilsson. Matisseeleverna företräds av bland andra Isaac Grünewald, Sigrid Hjertén och Gösta Sandels. Bland verken finns Hjerténs Figurer på badstrand. Västkustkolorismen, från Norge via Göteborg till Danmark, är starkt företrädd med Karl Isakson, Ludvig Karsten och Carl Kylberg, vars mest kända verk, Hemkomsten, finns i museet.

### Grafik- och teckningsavdelningen
Grafik- och teckningssamlingen tillhör landets största efter Nationalmuseum och innehåller omkring 50 000 verk från 1400-tal till nutid. Samlingen har till stor del tillkommit genom donationer. Samling med verk på papper innehåller bland annat teckningar och träsnitt av Torsten Billman som verkade i Göteborg. Huvudparten av Billmans träsnitts-stockar finns hos museet.

### Aroseniusrummet
I Aroseniusrummet finns främst målningar av Ivar Arosenius, men även målningen Livets träd av Ole Kruse.

### Skulpturer utanför museet
På museitrappan står kopior av fyra antika skulpturer och på etagerna framför museet finns Carl Milles skulpturer Danserskorna och Vingarna.

## Konststöld – Flicka i vitt av Matisse
Den 19 maj 1973 stals målningen Flicka i vitt av Henri Matisse som på den tiden värderades till 1–2 miljoner kronor. Duken hade skurits ut ur ramen men en bit blev kvar i ramen, bland annat den med signaturen. Konstverket målades 1919 och är fortfarande försvunnet. Samtidigt hade man försökt att skära ut och stjäla målningarna Olivskog av Vincent van Gogh och Allé av Paul Cézanne men detta hade misslyckats.

## Vänföreningar
Vänföreningen Föreningen Konstmuseets Vänner grundades år 1942 och köper in konst till museet. Föreningen Barnboksbildens vänner bildades år 1989 och har genom donationer av original till nordiska barnboksillustrationer bidragit till att museets samlingar omfattar över 2 000 bilder av omkring 70 svenska och nordiska konstnärer.

## Museichefer
Fram till 1925, då Göteborgs konstmuseum öppnade vid Götaplatsen, avser listan intendent för Konstavdelningen i Göteborgs Museum:
- Carl David af Wirsén 1877–1878
- Berndt Lindholm 1878–1905
- Axel L. Romdahl 1906–1947
- Alfred Westholm 1947–1969
- Karl-Gustaf Hedén 1969–1982
- Björn Fredlund 1982–1990
- Folke Edwards 1990–1995
- Björn Fredlund 1996–2003
- Birgitta Flensburg 2004–2009
- Isabella Nilsson 2009–2017[56]
- Patrik Steorn 2020[56]–

## Bilder

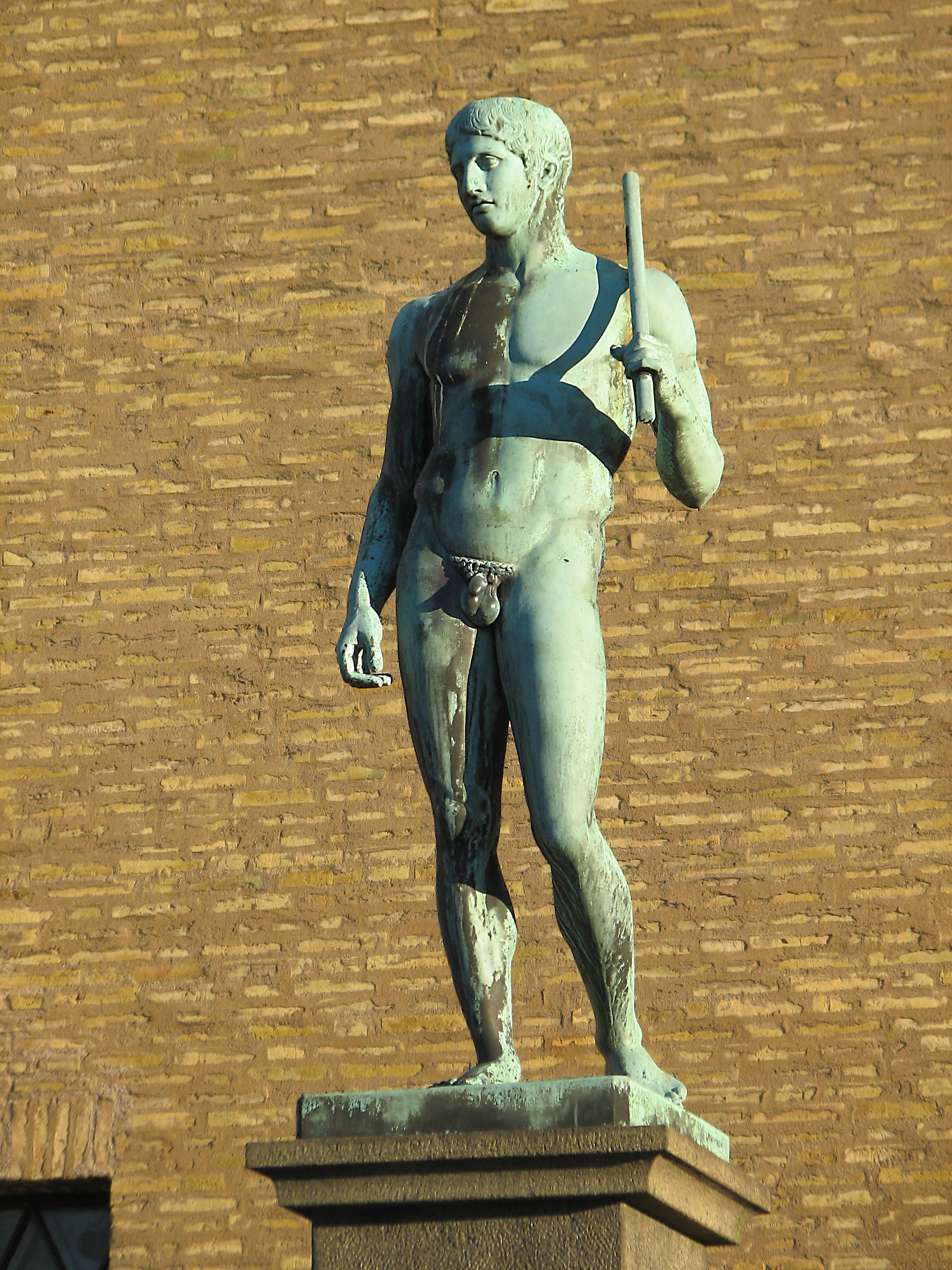
Spjutbäraren av Polykleitos
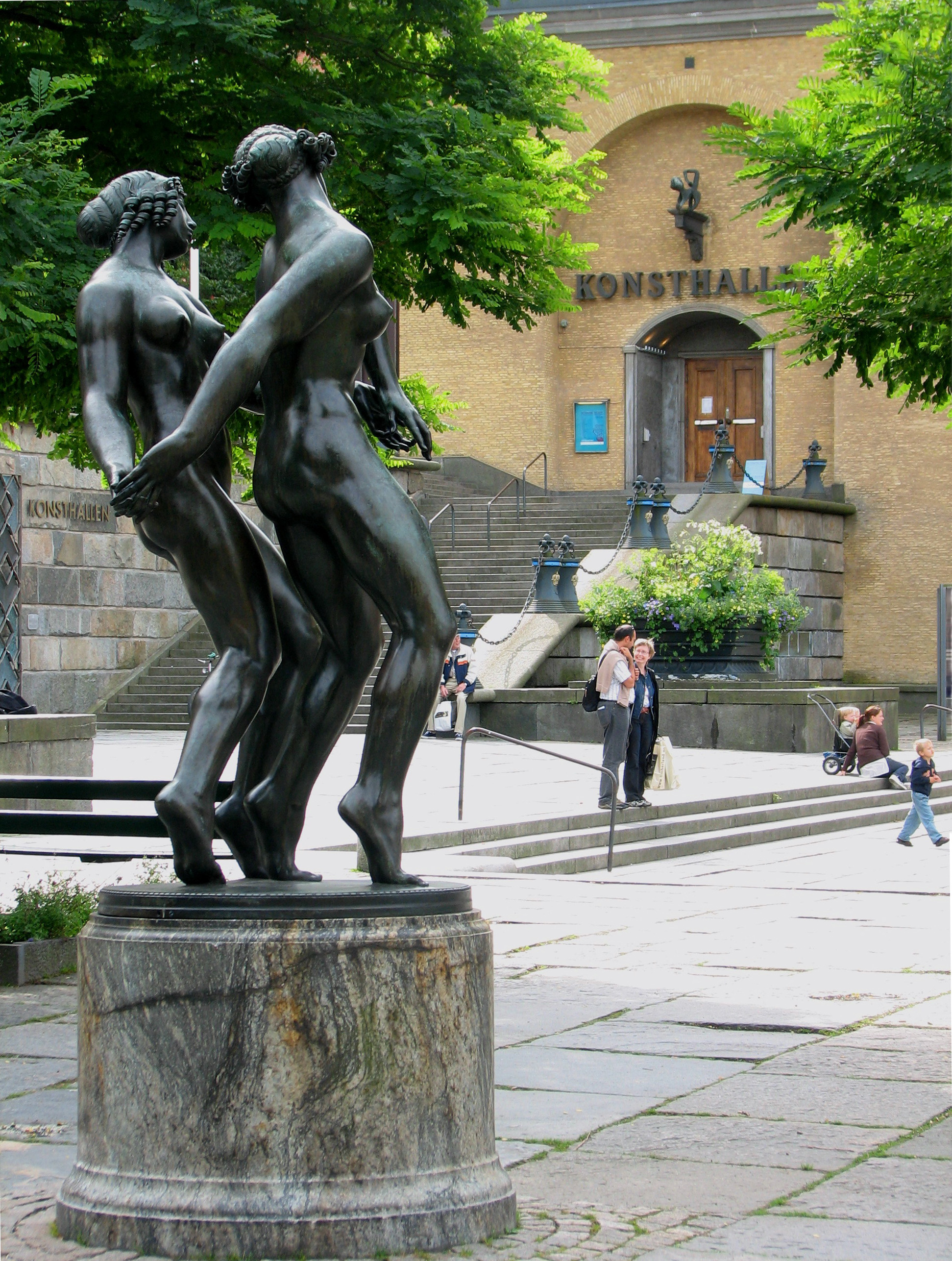
Danserskorna av Carl Milles
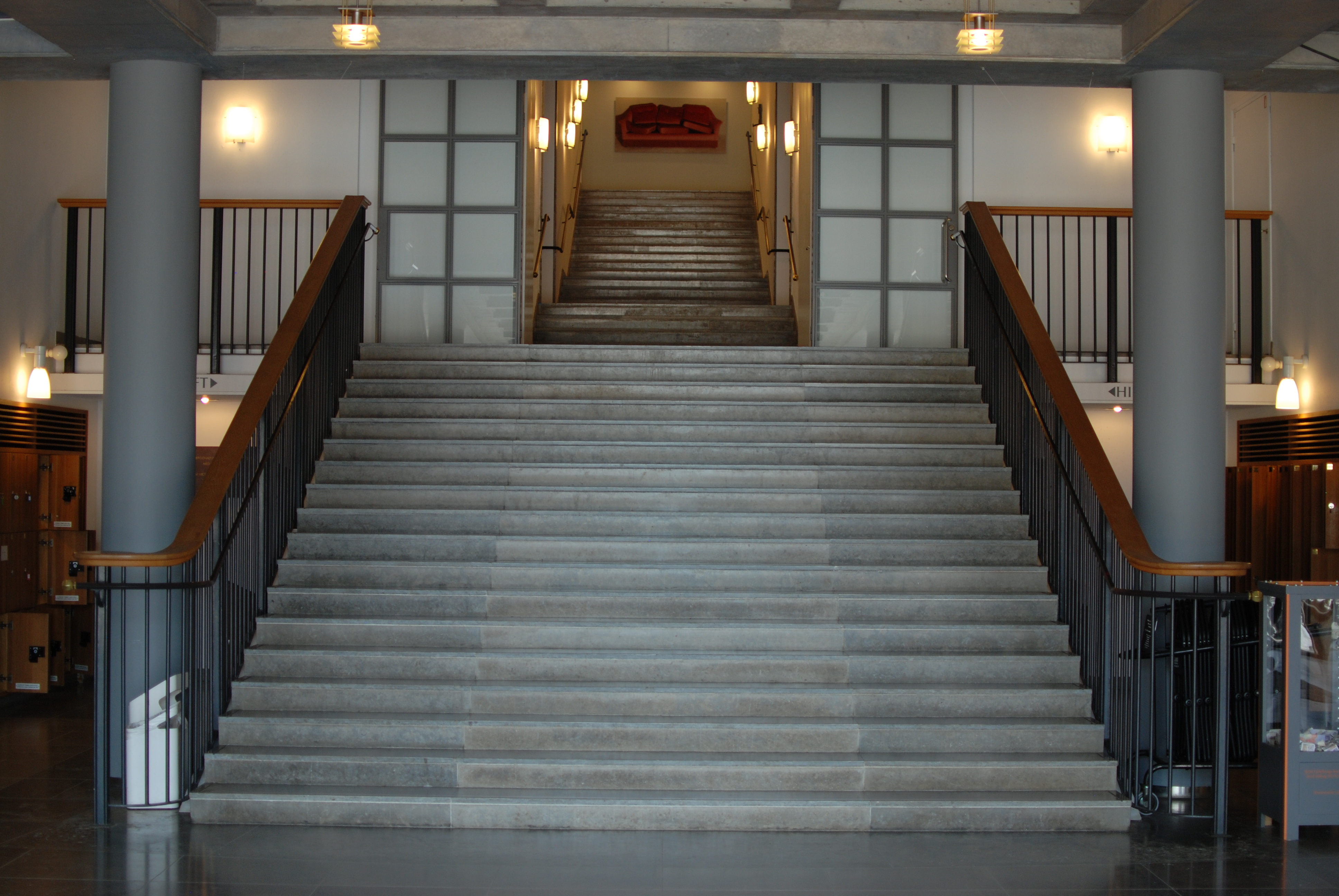
Entréhallen och trappan.
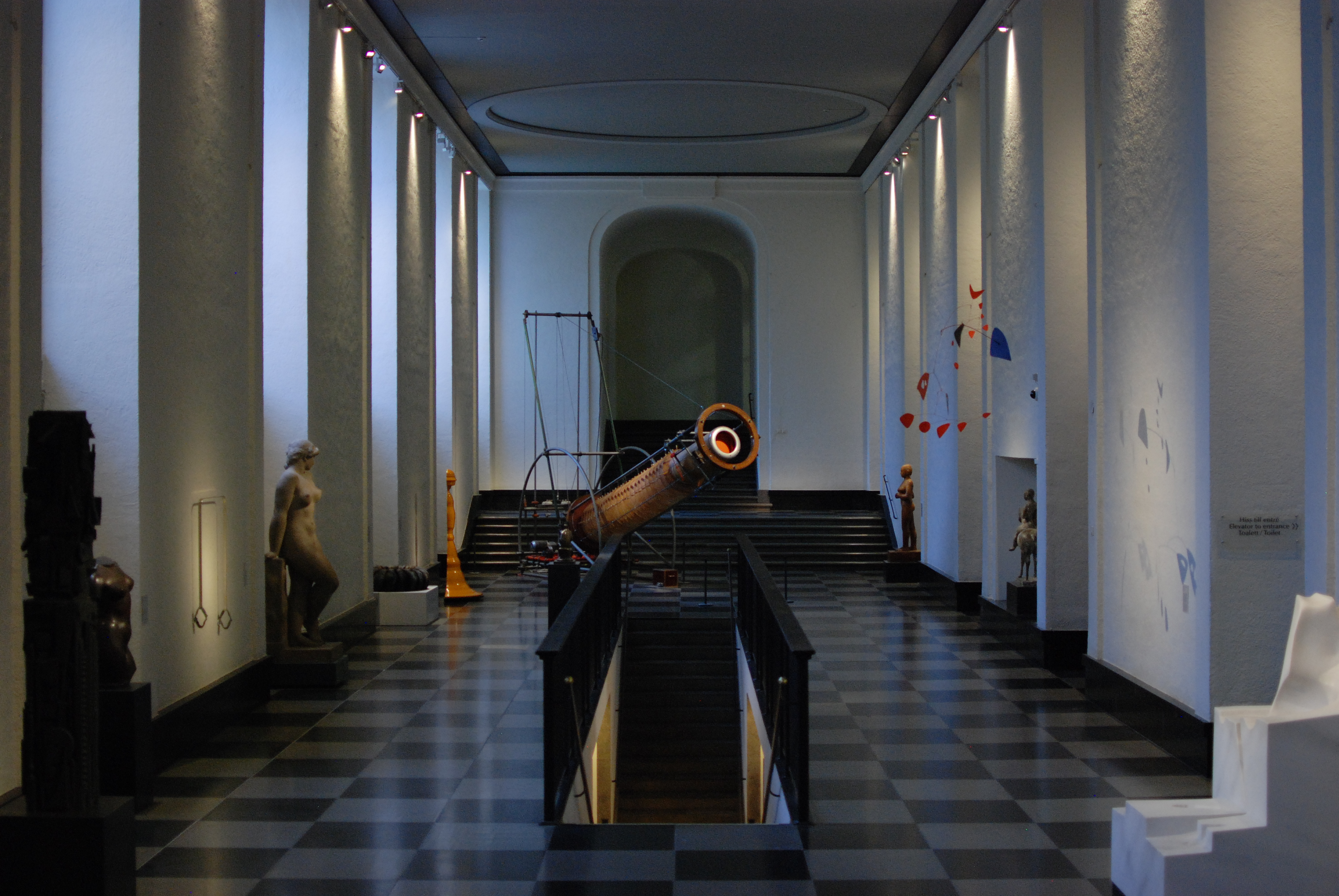
Skulpturhallen.